# Маркграфський Андрій Миколайович
Андрій Миколайович Маркграфскій (17 (29) серпня 1849 року — 20 липня (2 серпня) 1906 року, Отвоцк) — російський жандармський генерал.

## Біографія
Походить з дворян Полтавської губернії. Виховувався в Петровській Полтавської військової гімназії. На службу вступив 17 серпня 1867 року юнкером в 1-ше військове Павлівське училище, з 4 листопада 1868 портупей-юнкер. Закінчив училище за 1-м розрядом, 12 червня 1869 випущений підпоручиком в Пензенський 121-й піхотний полк. Поручик (28 червня 1871 року), штабс-капітан (01 липня 1875 року).
14 липня 1878 року переведений в чині поручика гвардії в лейб-гвардії резервний піхотний полк; 5 листопада 1878 переведений в лейб-гвардії Литовський полк. З 13 січня по 13 червня 1881 року перебував у відрядженні в Петербурзі в розпорядженні Головного штабу для користування джерелами архіву Головного штабу з метою складання історії Литовського полку.
Перейшов на службу в Окремий корпус жандармів з перейменуванням в штабс-капітани армії (19 листопада 1884 року) і призначенням на посаду старшого ад'ютанта управління Варшавського жандармського округу. Ротмістр (24 березня 1885 року, за відмінну службу). З 1 червня 1890 року правитель справ при тому ж управлінні. Підполковник (26 лютого 1892 року, за відміну службу), полковник (14 травня 1896 року, за відмінну службу).
9 лютого 1897 року призначений начальником канцелярії помічника Варшавського генерал-губернатора по поліцейської частини. В серпні 1897 року Микола II під час відвідування Варшави подарував Маркграфскому золотий портсигар з сапфіром і з зображенням Державного герба, прикрашеного діамантами.
Під час революції 1905—1907 років став жертвою терористів. 20 липня 1906 року генерал з дружиною, шестирічним сином і трирічної дочкою прибув на поїзді з Варшави в Отвоцьк, звідки в екіпажі відправився на свою віллу, розташовану в півверсти від станції. По дорозі потрапив в засідку, опинившись під вогнем десяти невідомих бойовиків. Дві кулі потрапили генералу в голову, і він помер на місці. Поранений син був доставлений на віллу, де незабаром помер.
Андрій Маркграфскій разом з сином Миколою поховані на Варшавському православному цвинтарі .

## Родина
Дружина: Ганна Семенівна Плетньова, дочка священика
діти:
- Микола (пом. В липні 1906 року)
- дочка

## Нагороди
- Орден Святого Станіслава 3-го ст. (26 січня 1876 року)
- Орден Святої Анни 3-й ст. (30 серпня 1880 року)
- Орден Святого Станіслава 2-й ст. (1 квітня 1890 року)
- Орден Святої Анни 2-й ст. (2 квітня 1895 року)
- Медаль «В пам'ять царювання імператора Олександра III» (1896 року)
- Медаль «В пам'ять коронації Імператора Миколи II»
- Орден Святого Володимира 4-го ступеня. (6 грудня 1899 року)
- Орден Святого Володимира 3-го ст. (6 грудня 1902 року)

### Іноземні
- Командор австрійського ордена Франца Йосифа (28 листопада 1897 року)
- Командор ордена Корони Румунії (15 лютого 1899 року)
- Перська орден Льва і Сонця 2-го ступеня із зіркою (27 червня 1901 року)

## Творчість
- Історія Лейб-гвардії Литовського полку. — Варшава, 1887
- Збірник статей по Польському питання. Вип. перший. — Варшава, 1895